# Ennundarahana
Ennundarahana – według Sumeryjskiej listy królów dziewiąty władca tzw. I dynastii z Uruk. Dotyczący go fragment brzmi następująco:
„Ennundarahana (z Uruk) panował przez 7 lat”.